# Division 3
Division 3 er den femtebedste serieniveau for herrer i den svenske fodboldrække. 
Division 3 var tidligere (fra 1928/29) det tredjehøjeste serieniveau, men blev i 1987 det fjerde højeste og fra 2006 det femtehøjeste. Divisionen indeholder 12 serier med 12 hold i hver. Vinderen af rækkerne rykker op i Division 2. Det næstehøjest placerede hold i rækken spiller kvalifikationskamp mod andre toere om oprykning til Division 2. Hold placeret som nr. 9 skal i kvalifikation for at undgå nedrykning. Hold nr. 10, 11 og 12 rykkes ned til Division 4. 
| Fodbold | Spire Denne artikel om fodbold er en spire som bør udbygges. Du er velkommen til at hjælpe Wikipedia ved at udvide den. |